# Sam Altman
Samuel H. Altman (/ˈɔːltmən/; sinh ngày 22 tháng 4 năm 1985) là một doanh nhân, nhà đầu tư và lập trình viên người Mỹ. Ông là cựu giám đốc điều hành của OpenAI và là cựu chủ tịch của Y Combinator . Altman cũng là người đồng sáng lập Loopt (thành lập năm 2005) và Worldcoin (thành lập năm 2020).

## Tiểu sử và giáo dục
Altman sinh ngày 22 tháng 4 năm 1985 tại Chicago, Illinois, Hoa Kỳ trong một gia đình gốc Do Thái và lớn lên ở St. Louis, Missouri. Mẹ anh là bác sĩ da liễu, còn cha anh làm môi giới bất động sản. Altman là con cả trong bốn anh chị em. Năm lên 8, anh nhận được chiếc máy tính đầu tiên, một chiếc Apple Macintosh, từ đó bắt đầu học lập trình cũng như tháo lắp phần cứng máy tính. Anh từng có thời gian học tập tại trường tư thục John Burroughs ở Ladue, Missouri. Năm 2005, sau hai năm theo ngành khoa học máy tính tại Đại học Stanford, anh quyết định bỏ học, không hoàn thành hệ cử nhân.

## Sự nghiệp

### Loopt
Vào năm 2005, ở tuổi 19 Altman đồng sáng lập và trở thành Giám đốc điều hành của Loopt, một ứng dụng dịch vụ mạng xã hội. Sau khi huy động được hơn 30 triệu đô la vốn đầu tư mạo hiểm này, Loopt đã phải đóng cửa vào năm 2012 sau khi không thu hút được sự chú ý. Công ty đã được Green Dot Corporation mua lại với giá 43,4 triệu USD.

### Y Combinator
Altman bắt đầu làm đối tác bán thời gian tại Y Combinator vào năm 2011. Vào tháng 2 năm 2014, Altman được người đồng sáng lập Paul Graham bổ nhiệm làm chủ tịch của Y Combinator . Trong một bài đăng trên blog năm 2014, Altman nói rằng tổng giá trị của các công ty Y Combinator đã vượt ngưỡng 65 tỷ USD, bao gồm các công ty nổi tiếng như Airbnb, Dropbox, Zenefits và Stripe. Vào tháng 9 năm 2014, Altman thông báo rằng ông sẽ trở thành chủ tịch của Tập đoàn YC, công ty mẹ của Y Combinator và các đơn vị khác.
Altman nói rằng ông hy vọng sẽ mở rộng Y Combinator để tài trợ cho 1.000 công ty mới mỗi năm. Ông cũng cố gắng mở rộng các loại hình công ty được tài trợ bởi YC, đặc biệt là các công ty "công nghệ cứng".
Vào tháng 10 năm 2015, Altman đã công bố YC Continuity, một quỹ đầu tư giai đoạn tăng trưởng trị giá 700 triệu đô la để đầu tư vào các công ty YC. Cũng trong tháng 10 năm 2015, Altman đã công bố Y Combinator Research, một phòng thí nghiệm nghiên cứu phi lợi nhuận và quyên góp 10 triệu đô la cho nhóm. YC Research cho đến nay đã công bố nghiên cứu về thu nhập cơ bản, tương lai của máy tính, giáo dục và xây dựng các thành phố mới.
Altman được tạp chí Forbes vinh danh là nhà đầu tư dưới 30 tuổi hàng đầu vào năm 2015, là một trong những "Doanh nhân trẻ xuất sắc nhất trong lĩnh vực công nghệ" của tạp chí Businessweek năm 2008 và được liệt kê là một trong năm nhà sáng lập công ty khởi nghiệp thú vị nhất từ năm 1979 đến 2009 của đồng nghiệp Paul Graham.
Vào tháng 3 năm 2019, YC đã thông báo về việc Altman chuyển sang vị trí Chủ tịch để tập trung hơn vào  OpenAI. Quyết định này được đưa ra ngay sau khi YC thông báo sẽ chuyển trụ sở chính đến San Francisco. Kể từ đầu năm 2020, anh ấy không còn liên kết với YC nữa.

### Nhà đầu tư thiên thần
Altman là nhà đầu tư của nhiều công ty, bao gồm Airbnb, Stripe, Reddit, Asana, Pinterest, Teespring, Zenefits, FarmLogs, True North, Shoptiques, Instacart, Optimizely, Verbling, Soylent, Reserve, Vicarious, Clever và Notable PDF (nay là Kami ).
Ông là Giám đốc điều hành của Reddit trong tám ngày vào năm 2014 sau khi Giám đốc điều hành Yishan Wong từ chức. Ông thông báo rằng Steve Huffman trở lại làm Giám đốc điều hành vào ngày 10 tháng 7 năm 2015.

### Năng lượng hạt nhân
Ông là chủ tịch hội đồng quản trị của Helion và Oklo, hai công ty năng lượng hạt nhân. Ông đã nói rằng năng lượng hạt nhân là một trong những lĩnh vực phát triển công nghệ quan trọng nhất.

### OpenAI
Altman là Giám đốc điều hành của OpenAI, một công ty nghiên cứu có giới hạn lợi nhuận với mục tiêu là phát triển trí tuệ nhân tạo theo cách có nhiều khả năng mang lại lợi ích cho toàn thể nhân loại hơn là gây hại. Tổ chức ban đầu được tài trợ bởi Altman, Brockman, Elon Musk, Jessica Livingston, Peter Thiel, Amazon Web Services, Infosys và YC Research. Tổng cộng, khi công ty ra mắt vào năm 2015, nó đã huy động được 1 tỷ USD vốn từ các nhà tài trợ bên ngoài..  Ngày 17/11/2023 Sam Altman bị bất ngờ thông báo sa thải.

### Worldcoin
Altman đồng sáng lập Worldcoin vào năm 2020. Worldcoin đặt mục tiêu cung cấp miễn phí tiền kỹ thuật số mới của mình cho mọi người trên Trái đất bằng cách sử dụng tính năng nhận dạng mống mắt bảo vệ quyền riêng tư để đảm bảo rằng người dùng không yêu cầu chia sẻ miễn phí của họ nhiều lần. Worldcoin paused its work in multiple countries after local contractors departed or regulations made doing business impossible.

## Từ thiện
Trong đại dịch COVID-19, Altman đã giúp tài trợ và tạo Dự án Covalence nhằm giúp các nhà nghiên cứu nhanh chóng triển khai các thử nghiệm lâm sàng với sự hợp tác của TrialSpark, một công ty khởi nghiệp thử nghiệm lâm sàng.

## Đời sống cá nhân
Altman là người ăn chay từ nhỏ.
Altman là người đồng tính nam và công khai từ năm 17 tuổi. Anh từng có 9 năm hẹn hò với Nick Sivo, người đồng sáng lập Loopt, trước khi họ chia tay ngay sau khi công ty được mua lại vào năm 2012.
Altman đã kết hôn với kỹ sư Oliver Mulherin vào tháng 1 năm 2024. Cả hai sống tại Russian Hill, San Francisco và thường dành thời gian cuối tuần ờ Napa, California.

### Quan điểm chính trị
Theo báo cáo của Vox 's Recode , đã có suy đoán rằng Altman sẽ tranh cử Thống đốc California trong cuộc bầu cử năm 2018 mà anh ấy đã không tham gia. Vào năm 2018, Altman đã phát động "The United Slate", một phong trào chính trị tập trung vào việc sửa chữa chính sách nhà ở và chăm sóc sức khỏe.
Vào năm 2019, Altman đã tổ chức một buổi gây quỹ tại nhà riêng ở San Francisco cho ứng cử viên tổng thống của đảng Dân chủ Andrew Yang. Vào tháng 5 năm 2020, Altman đã quyên góp 250.000 đô la cho American Bridge 21st Century, một Super-PAC hỗ trợ ứng cử viên tổng thống đảng Dân chủ Joe Biden.